# Non c'è più religione
Non c'è più religione è un film commedia del 2016 diretto da Luca Miniero e interpretato da Claudio Bisio, Angela Finocchiaro e Alessandro Gassmann.

## Trama
Sebbene sia solo Pasqua, nell'immaginario paesino di Porto Buio cominciano i preparativi per il Presepe Vivente, da anni unica attrazione dell'isola sulla quale il paese si trova. A causa del ridottissimo tasso di natalità, l'unico bambino abitante sull'isola, da sempre designato per interpretare il ruolo del bambinello, è diventato inadatto, essendo giunto alle soglie della pubertà. Il sindaco Cecco ha quindi l'idea di chiedere "in prestito" un bambino alla folta comunità marocchina che vive sull'altro lato dell'isola. Aiutato da Suor Marta (che era la sua fidanzata prima di prendere i voti) e da Don Mario, il sindaco va a parlare col leader carismatico della comunità, Marietto. Questo è un vecchio amico di Cecco, dal quale però si è allontanato dopo aver subito un grave torto e, convertitosi all'Islam, ha sposato una ragazza marocchina. Marietto si offre di prestare suo figlio che sta per nascere per il presepe, ma in cambio comincia a porre una serie di richieste a Cecco (che, talvolta, coinvolgono tutta la popolazione) al fine di potersi vendicare del torto. Nonostante questo, Cecco e Marietto (che ora si fa chiamare Bilal) ricominciano a ricucire l'amicizia. L'arrivo della figlia di Cecco, anche lei incinta, mette Cecco davanti alle sue vere intenzioni riguardo al Presepe, all'amministrazione cittadina e al processo di integrazione fra le due comunità dell'isola.

## Riprese
Le riprese del film sono durate 8 settimane e sono state girate nei comuni di Monte Sant'Angelo,
Manfredonia e nelle Isole Tremiti.

## Promozione
Il primo trailer è stato distribuito l'11 novembre 2016.

## Distribuzione
Il film è stato distribuito dalla 01 Distribution a partire dal 7 dicembre 2016.